# Commandos Strike at Dawn
Commandos Strike a Dawn (deutsch etwa Kommandotruppe – Angriff in der Morgendämmerung) ist ein US-amerikanischer dramatischer Historien-Kriegsfilm von John Farrow aus dem Jahr 1942. Das Drehbuch von Irwin Shaw basiert auf der Kurzgeschichte The Commandos von Cecil Scott Forester, die im Juni 1942 erstmals in Hearst’s International Cosmopolitan veröffentlicht wurde. Paul Muni verkörpert den sanftmütigen Witwer Eric Toresen, der in einem kleinen norwegischen Fischerdorf lebt, das von den Nazis besetzt wird. Fassungslos über die Gräueltaten in dem kleinen Ort flieht er nach Großbritannien und kehrt mit einer Kommandotruppe gegen die Unterdrücker zurück. In tragenden Rollen sind Anna Lee, Lillian Gish, Cedric Hardwicke und Robert Coote zu sehen.
Der Film war bei den 16. Academy Awards in der Kategorie „Beste Filmmusik“ für einen Oscar nominiert.

## Handlung
Im Jahr 1939 feiern die Bewohner eines friedlichen kleinen Fischerdorfes in Norwegen die Hochzeit von Anna und Gunnar Korstad. Auch der Witwer Eric Toresen ist auf dem Fest und tanzt mit Judith Bowen, der Tochter eines britischen Admirals. Indes macht Johan Bergesen, der bei den Bewohnern des Städtchens als Pessimist bekannt ist, sich Sorgen, da die deutsche Armee auf dem Vormarsch ist. Eric stellt Judith, die zu seinem Bedauern am nächsten Tag mit ihrem Vater und ihrem Bruder Robert nach England zurückkehrt, seiner kleinen Tochter Solveig vor.
Bald nachdem Eric sich schweren Herzens von Judith verabschiedet hat, beginnt Hitlers Marsch durch Europa und macht auch vor Norwegen nicht Halt. Sobald die Deutschen die Macht in dem kleinen Fischerdorf an sich gerissen haben, verkünden sie, dass Widerstand mit dem Tod bestraft werde und verhängen strenge Ausgangssperren und greifen auch sonst mit diversen Einschränkungen in das Leben der Bewohner ein. Als Johan Bergesen sich auflehnt und die Rechtmäßigkeit des Handelns der Deutschen in Frage stellt, verhaften sie ihn. Sie hängen ihre Hakenkreuz-Fahnen überall im Dorf auf, verbrennen in ihren Augen anstößige Bilder, konfiszieren die Vorräte der Dorfbewohner und beeinflussen ihre Kinder, um diese in die von ihnen gewünschte Richtung zu lenken. Als Solveig eines Tages aus der Schule nach Hause kommt und ihrem Vater erzählt, dass ein Nazi-Offizier einen Vortrag über die Überlegenheit der deutschen Rasse über andere Völker gehalten habe, protestiert Eric beim Lehrer seiner Tochter. Dieser reagiert wehmütig hilflos und empfiehlt Eric, der norwegischen Widerstandsbewegung in England beizutreten.
Als Eric gewahr wird, was die Nazis mit Bergesen gemacht haben, der als alter, gebrochener Mann nach Hause zurückgekehrt ist, ruft er die Dorfbewohner dazu auf, sich zu vereinen und eine Untergrund-Widerstandsbewegung zu bilden. Anna, die auf ihrer Hochzeit noch so glücklich war, fürchtet inzwischen um ihr Leben und um das ihres Ehemannes Gunnar und hat Angst, sich einer solchen Bewegung anzuschließen. Gunnar sieht das jedoch anders und tritt dem Widerstand bei, was er mit dem Leben bezahlt, da die Nazis ihn hinrichten. Eric kann nicht anders und ersticht den deutschen Offizier, der Gunnars Hinrichtung angeordnet hat. Sodann bringt er seine Tochter zur Hütte von Frau Olav in den Hügeln über dem Dorf, und hofft, dass sie dort in Sicherheit ist. Nachdem Eric vor Erschöpfung eingeschlafen ist, wird er am nächsten Morgen durch das Geräusch von deutschen Lastwagen geweckt. Zusammen mit seiner Tochter versteckt er sich in einem Brunnen. Die Deutschen durchsuchen jeden Winkel des Hauses und verkünden Frau Olav, nachdem sie nichts gefunden haben, dass sie fünf Dorfbewohner als Geiseln hätten, darunter auch ihren Enkel. Man werde die Fünf hinrichten, es sei denn, Eric gebe innerhalb von zwei Tagen auf.
Eric gibt seine Tochter in die Obhut von Frau Olav und begibt sich selbst in den Wald. Dort hört er, wie einige deutsche Soldaten über den Bau einer geheimen Landebahn für deutsche Flugzeuge diskutieren. Eric ist sich sicher, dass er die Briten über diese Landebahn informieren muss, so bittet er Johan Garmo, ihn in seinem Fischerboot nach England zu bringen. Als Garmo ihm von der beabsichtigten Tötung der Geiseln berichtet, beschließt Eric, sich zu ergeben, aber Garmo überzeugt ihn vom Gegenteil. In Absprache mit Eric und einigen anderen bittet Garmo den Wirt Karl Andresen, sich ihnen ebenfalls anzuschließen. Nachdem Andresen so tut, als sei er dabei, informiert er die deutschen Besatzer über die Pläne und erhält von diesen eine Thrillerpfeife, mit der er die deutschen Truppen informieren soll, sobald er das Boot besteigt. Als die Männer sich in der Nacht im Wald versammeln, um Garmo zu treffen, warnt Karls Frau Hilma Eric und erzählt ihm von dem Verrat ihres Mannes.
Als das Boot auf dem Wasser ist, greift Eric nach Karls Pfeife und stößt ihn selbst über Bord in den sicheren Tod. Tage später landet das Boot in England und Eric begibt sich nach London, um Admiral Bowen von der Landebahn zu erzählen. Bei dieser Gelegenheit sieht er auch Judith wieder. Der weitere Plan sieht so aus, dass Eric zusammen mit dem Offizier Robert Bowen nach Schottland fliegt. Unter seiner Navigation fährt ein britisches Schiff sodann über die Nordsee, die Fjorde hinauf zu einem Fluss, der direkt zu der geheimen Landebahn der Deutschen führt. Nachdem man ausgestiegen ist, schickt Robert zwei Männer los, die Solveig holen sollen. Inzwischen liefern sich die Briten einen länger dauernden Kampf mit den Deutschen an dessen Ende sie die Landebahn zerstören können. Die Männer, die nach Solveig geschickt worden waren, kehren zurück und berichten, dass das Mädchen und Frau Olav im Gasthaus gefangen gehalten werden. Robert und Eric führen nun die Truppe an, die beide befreien soll. Im nun folgenden Kampf wird nicht nur Robert von deutschen Kugeln getötet, sondern auch Eric. Dem Kommando gelingt es nichtsdestotrotz, die Deutschen zu überwältigen und die Gefangenen zu befreien. Nachdem Solveig und die weiteren Dorfbewohner in England in Sicherheit sind, geloben sie, eines Tages in ihre Heimat zurückzukehren.

## Produktion

### Produktionsnotizen, Hintergrund
Es handelt sich um eine Produktion von Columbia Pictures Corporation, durch die auch der Vertrieb des Films erfolgte. Für das Szenenbild zeichnete Gordon Wiles, für die Kostüme Walter Plunkett verantwortlich. Das im Film verwendete Schiff war die HMCS Prince David (F89). Die Dreharbeiten für den deutschen Stützpunkt fanden auf dem Militärstützpunkt Heal’s Rifle Range und in Saanich (British Columbia) statt. Die Aufnahmen im Norwegischen Fjord entstanden am Saanich Inlet. Weitere Drehorte waren die Pazifikinsel Vancouver Island sowie der Verkehrsflughafen Victoria International in der Nähe von Victoria, der Hauptstadt von British Columbia, (Aufnahmen Allied Airfield). Gedreht wurde im Zeitraum 20. Juli bis 25. September 1942. Das Filmbudget lag bei geschätzten 1.300.000 Dollar. Der Vorspann enthält die Zeilen: „Gewidmet den Offizieren und Männern der Streitkräfte Kanadas, Großbritanniens und den kämpfenden Norwegern, die an den Dreharbeiten zu diesem Film beteiligt waren. Für lange Zeit war das Königreich Norwegen ein Land des Friedens. Mit ihrer ehrlichen und fleißigen Art waren die Norweger ein Volk, das nichts fürchtete und auf niemanden neidisch war. So war es im Sommer 1939 … “ Dies war einer von einer Handvoll Filmen, die ungefähr zur selben Zeit veröffentlicht wurden und sich mit dem norwegischen Widerstand im Zweiten Weltkrieg befassten. Weitere Filme sind They Raid by Night alias The Commandos Have Landed; First Comes Courage und Aufstand in Trollness (OT: Edge of Darkness).
Laut der Fachzeitschrift der Filmindustrie The Hollywood Reporter soll Columbia mit Jean Hersholt über eine Rolle im Film verhandelt haben, ebenso mit Edmund Gwenn. Der Film stellt das Debüt von George Macready dar. Lillian Gish war erstmals seit ihrer Hauptrolle in dem Film His Double Life von 1933 wieder in einem Film zu sehen. Ihre Mitwirkung brachte ihr einen Vertrag des Produzenten Lester Cowan ein. Gish äußerte später über den Film, er bedeute ihr wenig, habe ihr aber einen schönen Urlaub beschert. Auch Paul Muni war zwei Jahre lang nicht auf der Leinwand zu sehen. Wie Jerome Lawrence in seiner Biografie über ihn ausführte, sei er von dem Film und der auffälligen Schärfe begeistert gewesen und habe seine Mitwirkung als eine Möglichkeit gesehen, die alliierten Kriegsanstrengungen zu unterstützen. Muni war mit Begeisterung bei der Sache. Während der Dreharbeiten verletzte er sich, als er durch Stacheldraht kletterte, wobei er eine größere Wunde am linken Arm davontrug. Anna Lee vertraute Jerome Lawrence später an, es sei schwierig gewesen mit Muni insoweit, dass er physischen Kontakt mit Schauspielerinnen, mit denen er drehte, sehr mochte und man sich seinen Berührungen nur schwer habe entziehen können. Muni äußerte einmal, er sei kein Frauenhasser; er denke, Frauen seien weit und breit die schönsten 50 Prozent des Universums. Regisseur John Farrow diente im Zweiten Weltkrieg als hochdekorierter Korvettenkapitän in der Royal Canadian Navy. Zur Zeit als er den Film drehte, erholte er sich gerade vom Fleckfieber, eine Kriegsverletzung zwang ihn vorzeitig in den Ruhestand.
Die kanadische Regierung soll maßgeblich an der Produktion des Films beteiligt gewesen sein. So soll sie auch Flugzeuge, Piloten und Kriegsschiffe für die Produktion zur Verfügung gestellt haben. Produzent Lester Cowan konnte kanadische Truppen aus vier berühmten Regimentern einsetzen: die kanadischen Schotten, die Royal Rifles, die Sault Ste. Marie und Sudburys und die Rocky Mountain Rangers. Regisseur Farrow wusste von einem auf den anderen Tag nie, wann diese echten Kommandos zur Verfügung stehen würden, da sie in schöner Regelmäßigkeit auf vermutlich echte Missionen geschickt wurden. Besetzung und Mannschaft wurden angewiesen, keine Fragen zu stellen, sobald die Truppen zurückkehrten. Ein Quartett von Untergrund-Kriegsexperten aus der norwegischen Fliegerschule aus Kanada war nach einer nicht näher benannten Quelle zuständig für die technische Leitung des Films.

### Soundtrack
Igor Strawinsky komponierte eine Partitur für den Film, die jedoch in der Form abgelehnt wurde. Da Strawinsky keine Zugeständnisse machen wollte, verwandelte er das Material in eine Orchestersuite, die er unter dem Titel Four Norwegian Moods (deutsch: Vier norwegische Stimmungen) veröffentlichte.
- Commandos March, geschrieben von Ann Ronell und Louis Gruenberg[4]
- Out to Pick the Berries, geschrieben von Ann Ronell

## Rezeption

### Veröffentlichung
Nach Fertigstellung wurde der Film von der US-Regierung ausgewählt, um in den Kinos in Nordafrika gezeigt zu werden. Der Film hatte am 30. Dezember 1942 Premiere in Pittsburgh in den USA. An der ersten Vorführung in Los Angeles sollen laut Hollywood Reporter zwanzig Heimatorganisationen und 2000 in der Verteidigung tätige Arbeitnehmer von Lockheed Aircraft teilgenommen haben. Am 7. Januar 1943 lief der Film allgemein in den USA an.
Im Vereinigten Königreich war Commandos Strike at Dawn erstmals 1943 zu sehen. In Mexiko und Argentinien wurde er 1943 veröffentlicht, in Schweden und Portugal 1944, in Finnland und Dänemark 1946 und in Frankreich 1947. Am 1. Mai 1949 erfolgte in den USA eine erneute Veröffentlichung. Zu sehen war der Film zudem in Belgien, Brasilien, Kanada, Spanien, Griechenland, Italien, den Niederlanden, Polen, Rumänien und Schweden. Der Arbeitstitel lautete: The Commandos Come at Dawn.
Man warb seinerzeit unter anderem mit diesen Schlagzeilen: Die erste große Kinogeschichte der heute großen Helden … der Commandos! oder Endlich auf der Leinwand. Die mächtige Geschichte der weltberühmten Commandos! oder auch Helden in den Augen der Welt! Männer in den Armen ihrer Frau! Weitere Schlagzeilen: Auffallend wie der Blitz! Kämpfen wie Dämonen! Liebevoll wie Männer von Frauen träumen! und Kampf! Zerschlagung Dass sie leben … um wieder zu lieben!
Hinter den Kulissen während der Dreharbeiten aufgenommenes Material wurde in die CBC-Fernsehdokumentation Canada’s War in Color eingearbeitet.

### Kritik
Roger Fristoe, Turner Classic Movies, bemerkte, das mitreißende Drama um den norwegischen Widerstand von Columbia Pictures markiere eine Rückkehr zweier großer Stars auf die Leinwand, die ihr Wirken auf die Bühne verlegt hatten. Paul Muni drehte seit zwei Jahren keinen Film mehr und Lillian Gish war fast zehn Jahre weg vom Film. Gelobt wurde Muni für die Aufrichtigkeit, die er in seiner Rolle vermittle.
Der Kritiker Bosley Crowther von der New York Times schrieb, es sei klar ersichtlich, dass Mr. Muni sein Herz und seine Seele im Film offenlege und dass die bewegendsten Filmmomente größtenteils ihm zu verdanken seien.
In Variety, dem Branchenblatt der Unterhaltungsindustrie, war zu lesen, dass Commandos Strike at Dawn bei all seinen heftigen Kämpfen und seiner grimmiger Rachejustiz, wie sie selten auf der eher ängstlichen amerikanischen Leinwand gezeigt werde, eher verherrlichend als hoffnungslos sei. Der Film baue grandios Emotionen auf, wobei es auch erlaubt sei, diese auszuleben. Trotz der offenkundigen Absicht des Films als Propaganda und Columbias begrenztem Kriegsbudget, habe er auch heute noch Durchschlagskraft.
Im Time Magazin hieß es, Commandos Strike at Dawn sei der coolste handwerklich perfekteste Kampf, den Hollywood bisher hervorgebracht habe. Das authentische Bild der Teufelshunde dieses Krieges habe nichts von der falschen aufgepäppelten oder schmalzigen Fantasie der meisten Hollywood Kriegsfilme. Der Überfall auf Norwegen werde mit buchstabengetreuem Realismus ausgeführt. Aber – trotz seines Realismus sei der Überfall seltsam unspektakulär.
Bei Rotten Tomatoes erreichte der Film eine geteilte Zustimmung beim Publikum von 54 Prozent.

### Auszeichnung
Oscarverleihung 1944:
- nominiert für einen Oscar in der Kategorie „Beste Filmmusik“ (Drama/Komödie) Louis Gruenberg und Morris Stoloff.
Der Oscar ging jedoch an Alfred Newman und die Literaturverfilmung Das Lied von Bernadette.